# Lach, Clown, lach (Lied)
Lach’, Clown, lach’! ist die deutsche Fassung eines langsamen Walzers betitelt, den Ted Fiorito 1928 als theme song für den amerikanischen Stummfilm Lach, Clown, lach (Laugh Clown laugh) des Regisseurs Herbert Brenon komponiert hat.
Den englischen Text dazu schrieben Joe Young und Sam M. Lewis. Das Stück kam 1928 im amerikanischen Musikverlag Jerome H. Remick & Co. New York – Detroit, heraus.
Das Lied nimmt mit dem Textzitat Vesti la giubba und dem zweimal genannten Namen “Bajazzo” im Refrain Bezug auf Ruggiero Leoncavallos 1892 in Mailand uraufgeführte Oper Pagliacci (Die Bajazzos / Clowns), in der es wie im Film um einen betrogenen Clown geht, der gleichwohl vor das zahlende Publikum treten muss, um es mit seinen Späßen zum Lachen zu bringen, während ihm selbst zum Weinen ist: „Ridi, pagliaccio / Lache, Bajazzo“ ist beinahe zum geflügelten Wort geworden.
In Deutschland erschien das Walzerlied mit einem Text, den der ergreifende Vortrag des ‘galanten Chansonniers’ Paul O’Montis populär gemacht hatte. Begleitet wurde er durch ein „flüsterndes Orchester“. Die Odeon-Aufnahme entstand im Juni 1929.
Als Verfasser des deutschen Textes ist “Fred Barny” auf den Etiketten angegeben; dahinter verbirgt sich der beliebte Rundfunk- und Schallplatten-Sänger Franz Baumann.
Baumann hatte bereits ein Jahr zuvor den Titel mit Begleitung durch das Efim-Schachmeister-Ensemble bei Grammophon auf Platte gesungen.
Eine hoch dramatische Fassung mit eigenen Textvarianten, die von ihm eher deklamiert als gesungen werden, nahm der Berliner Schauspieler und Vortragskünstler Karl Zander 1929 bei Clausophon auf.
Auch der holländische Entertainer Willy Derby sang 1929 eine Fassung des Liedes auf Platte; den holländischen Text schrieb Ferry van Delden.
Nach Paul Sauerlaender wurde das Lied in deutschen Lichtspielhäusern bei der Vorführung des Films live vorgetragen:
“Als im Film „Lach Clown Lach“ der Mann in einem Spiegel den Verrat seiner Liebe sieht, begann neben der Leinwand, vom Orchester begleitet, ein Sänger das Lied, nach dem der Film seinen Titel erhalten hatte.”

## Deutscher Text
Die beiden von Baumann und O’Montis gesungenen Fassungen weichen im Wortlaut stellenweise voneinander ab: daher hier in […] die Fassung von O’Montis.
- Verse

(1)
Marionetten, vom Satan genarrt, [vom Teufel]
Sind Kinder, sind Männer und Frau’n  [Sind alle wir, Männer und Frau’n.]
Und keinem von uns bleiben Tränen erspart,
Auch Dir nicht, lachender Clown !
Die Träne vergällt uns die lachende Welt,  [Komödie ist alles nur auf dieser Welt]
Drum lach, wenn dein Glück auch zerschellt:
(2)
Leben und Sterben sind Schicksals Gebot.
Wir kämpfen in Sorgen und Not.
Des Satans Gelächter gellt oft uns in Ohr:
Der Clown spielt Komödie uns vor !
Sein Lachen allein macht vergessen die Pein.
Oh, schenke uns, Clown, Sonnenschein....
- Refrain:

Tut’s auch noch so weh im armen Herzen,
Lach, Clown, lach !
Niemand fragt nach deinen heissen Schmerzen,
Lach, Clown, lach !
Halt nur dein Herz fest in Händen,
Darfst als Bajazzo nur lachend enden. [...nur blenden, enden]
Schmink’ dich nur, verrenke deine Glieder,
Lach, Clown, lach !
Kämpfe selbst die Todesahnung nieder,
Lach, Clown, voll Grau’n,
Sing’ nur dein Vesti la giubba,  [Flitter und Tanz war dein Leben]
Stirb auch als Bajazzo,
Lach, Clown, lach !

## Notenausgabe
- Laugh Clown Laugh. Song. strophic with chorus. piano and voice. ads on back cover for Remick Music Corp. stock. [4 Bll. und Titel]. Copyr. 1928 by Jerome H. Remick & Co. New York and Detroit.[12]

## Tondokumente
- Lach, Clown, lach ! (Laugh, Clown, Laugh). Waltz (Ted Fiorito) Franz Baumann mit Efim Schachmeister-Ensemble. Grammophon 21 669 (mx. 817 1/2 br-2), aufgen. Berlin 1928[13]
- Lach, Clown, lach ! (Laugh, Clown, Laugh). Waltz (Ted Fiorito) Tanz-Orchester Dajos Béla Odeon O-2774 (Be 7814), aufgen. Dezember 1928
- Lach, Clown, lach ! (Laugh, Clown Laugh). Song Walz (Lewis-Young-Fiorito) Paul O’Montis “mit Flüsterndem Orchester” auf Odeon O-2884 b (Be 8278), aufgen. Berlin, Juni 1929.[14]
- Lach, Clown, lach ! (Laugh, Clown, Laugh). Waltz (Ted Fiorito) Orchester Fred Bird mit Gesang Luigi Bernauer. Homocord Electro 4-2822 (M 20 652)
- Laugh, Clown, laugh (Lach', Clown, lach'): Song-Waltz (Ted Fiorito – Fred Barny). Tanz-Orchester Géza Komor mit Refraingesang. Tri-Ergon T.E. 5411 (Matr. 02033)
- Lach' Clown, Lach': Lied von Ted Fiorito. Deutscher Text von Fred Barny. Vortragskünstler Karl Zander mit Orchesterbegleitung. Clausophon 5178 (Matr. 6328), aufgen. 1929[15]

## Abbildungen
- Franz Baumann im Taschenalbum “Künstler am Rundfunk”, Verlag Rothgießer & Diesing Berlin, 1932
- Paul O’Montis auf „Odeon“-Werbekarte
- Photo von Willy Derby mit Autogramm